# مهرجان القصر الدولي للمسرح
انطلق مهرجان القصر الدولي للمسرح منذ سنة 2014 بمبادرة من جمعية النوارس للتنمية والإبداع ثم تحول إلى مؤسسة خاصة به ليتضمن على جملة من الفعاليات المسرحية والإبداعية في شتى الحقول الفنية. وتشتمل الفعاليات التي تقام عروضها في قاعة دار الثقافة بمدينة القصر الكبير شمال المغرب على عروض مسرحية من المغرب ودول عربية وأجنبية، بالإضافة إلى معرض التشكيل والكتاب والورشات التكوينية والندوات
التي يشارك فيهما العديد من ابرز النقاد والكتاب والباحثين والأكاديميين المغاربة والعرب في حقل الفنون المسرحية.
تقوم بتنظيمه مؤسسة مهرجان القصر الدولي للمسرح لمدة غير محدودة وهي تتمتع بالاستقلال المالي والأدبي والإداري ولا تتخذ أي طابعي نقابي أو سياسي أو ديني.

## الدورة الأولى
بمناسبة اليوم العالمي للمسرح كان «مهرجان القصر للمسرح» تحث شعار: «الحراك المسرحي بالقصر الكبير... بين الأمس واليوم». في دورته الأولى ـ دورة الكاتب المسرحي رضوان احدادو. وانطلقت فعاليات المهرجان من 26 إلى غاية 30 مارس 2014 الذي احتضن فعالياته مسرح دار الثقافة بالمدينة.

وفي إطار العمل على التنشيط المسرحي، فتح المهرجان باب التسجيل في دورته التكوينية التي اختارت ورشات في إعداد الممثل عنوانا لها والتي أطرها ثلة من الأكاديميين المغاربة في المجال المسرحي. وكانت تهدف الدورة الأولى إلى إغناء الحركة المسرحية وخلق نقاش حولها بالمدينة من خلال علاقتها بالمشهد المسرحي العام للمملكة وكذا ربط جسور التواصل بين الناشطين في المجال المسرحي والمجتمع المدني واستقطاب فرق مسرحية من مختلف جهات المملكة واعتبار مهرجان القصر للمسرح في دورته الأولى نافذة جديدة بمدينة القصر الكبير.

والدورة الأولى جاءت تكريما واحتفاءً بالكاتب الكبير رضوان احدادو، ابن مدينة تطوان الذي وضع بصمته في المشهد المسرحي بقوة منذ آواخر السبعينات، والذي أثرى المكتبة العربية والوطنية بأعمال لاقت نجاحا كبيرا، وعرضت في مسارح داخل الوطن وخارجه. وموازاةً مع الاحتفاء نظمت الجمعية برنامجا حافلا طيلة أيام الفعاليات الخمس والتي ضمت في طياتها عروضا مسرحية، ورشات تكوينية، محاضرات، لقاءات، توقيع أعمال مسرحية والعديد من الأنشطة الأخرى...

## الدورة الثانية
عاد مهرجان القصر الدولي للمسرح في دورته الثانية تحت شعار: «المسرح يجمعنا»، تتمة للنجاح الكبير الذي عرفته الدورة الأولى دورة الكاتب المسرحي رضوان احدادو. وبمناسبة اليوم العالمي للمسرح، انطلقت فعاليات الدورة الثانية من 24 إلى 31 مارس 2015، بالقصر الكبير.
وتبارى المسرحيون المغاربة والعرب والأجانب بتقديم أعمالهم المسرحية في مهرجان القصر الدولي للمسرح بمشاركة ثلة من المسرحيين والفنانين والمفكرين والأدباء. وفضلا عن العروض المتنافسة؛ قدمت ندوات وجلسات نقدية ومعارض للكتب المسرحية واللوحات التشكيلية والصناعات المجالية والتراثية، بالإضافة إلى العديد من الفقرات الأخرى.

وفي إطار العمل على التنشيط المسرحي، فتح المهرجان باب التسجيل في دورته التكوينية التي اختارت ورشات في إعداد الممثل عنواناً لها والتي أطرها خريجا المعهد العالي للفن للمسرح والتنشيط الثقافي بالرباط، بوشعيب السماك وسعيد بكار.

عزمت إدارة المهرجان على خلق نقاش جاد حول المدرسة الاحتفالية وعلاقتها بمحيطها العربي والدولي في ندوة فكرية التي شارك فيها كل من ذ.عبد الكريم برشيد، ذ.رضوان احدادو، ذ.الزبير بن بوشتى، ذ.محمد الشغروشني وكذا الحراك المسرحي بالمدينة من خلال علاقتها بالمشهد المسرحي العام الدولي وكذا ربط جسور التواصل بين المسرحيين والمجتمع المدني واستقطاب فرق مسرحية من مختلف بلدان العالم والتأكيد على أن مهرجان القصر الدولي للمسرح في دورته الثانية نافذة تجعل العالم يطل على مدينة القصر الكبير.

والدورة الثانية جاءت تكريماً واحتفاءً بالكاتب الكبير عبد الكريم برشيد، الذي كتب أحرف اسمه من ذهب في المسرح العربي بقوة والذي أثرى المكتبة العربية والوطنية بأعمال لاقت نجاحاً باهراً، وعرضت في مسارح داخل الوطن وخارجه.

## الدورة الثالثة
حددت مؤسسة مهرجان القصر الدولي للمسرح تاريخ 21 إلى 31 مارس 2016 موعداً للدورة الثالثة، وتعرف هذه النسخة من المهرجان تطوراً ملحوظاً من حيث الإعداد.
فكانت الخطوة الأولى عقد شراكة إعلامية مع اتحاد الإعلاميين العرب، ليعمل هذا الأخير على تغطية كل الفعاليات، ثم تلتها الخطوة الثانية بتوقيع مذكرة توأمة مع مهرجان المسرح المغاربي بالجزائر الذي يقام كل سنة في شهر فبراير.

## جوائز المهرجان
- جائزة الأمل
- جائزة أحسن تشخيص ذكور
- جائزة أحسن تشخيص إناث
- جائزة أحسن سينوغرافيا
- جائزة أحسن نص مسرحي
- جائزة أحسن إخراج
- الجائزة الكبرى

## أهداف مؤسسة المهرجان
تهدف المؤسسة إلى المشاركة في التنمية وتطوير المجتمع، وتفعيل التنشيط السوسيوثقافي، الفن، التربوي، وتأهيل العنصر البشري، وترسيخ قيم المواطنة وذلك من خلال الوسائل التالية:
- التعريف بالمسرح ووظائفه، وتوظيفه كأداة للتواصل وطنيا ودوليا، واقتسام انشغالات التفكير بيننا وبين الآخر وجميع المهتمين.
- المساهمة في ترويج المسرح المحلي الهادف والذي يخدم القضايا الوطنية والعربية والإفريقية والإنسانية بشكل عام.
- المساهمة في تنمية المدينة ثقافيا وفنيا وسياحيا واقتصاديا واجتماعيا.
- تطوير القدرة الفنية والتقنية خلال ورشات تكوينية لفائدة شباب المدينة أولا ثم شباب الخارج.
- ربط أواصر الأخوة بين المؤسسة وبقية المؤسسات والجمعيات وباقي مكونات المجتمع المدني وطنيا ودوليا في أفق نشر ثقافة المسرح ووظائفه الثقافية والتربوية والاجتماعية والتاريخية.
- التواصل بين الفنانين المسرحيين المغاربة والعرب ونظرائهم الدوليين في إطار تعزيز وحدة الثقافة العربية وتقديم موضوعات مسرحية مستمدة من التاريخ والتراث العربي.
- تبادل الخبرات والتجارب بين المسرحيين المشاركين في المهرجانات والدورات المسرحية وتقديم نصوص عالمية لكبار الكتاب المسرحيين مما يحقق التواصل بين المسرح المغربي والمسارح العالمية.
- إتاحة المجال أمام المتلقي المحلي للإطلاع على التجارب المسرحية المشاركة في المهرجانات والدورات المسرحية من خلال تقديم عروض مسرحية محلية وعربية وأجنبية متنوعة ولكافة شرائح المجتمع.
- عقد اتفاقيات تعاون وشراكة بين مؤسسة المهرجان وبعض المرافق العمومية والخاصة والجمعيات التي لها نفس الأهداف وطنيا ودوليا.
- القيام بأنشطة تساير أهداف المؤسسة (القيام بأنشطة موازية ذات أهداف فنية وثقافية وتربوية، القيام برحلات استطلاعية وتثقيفية وترفيهية داخل وخارج الوطن).
- إحداث جوائز تحفيزية سواء أثناء عقد دورات مهرجان القصر الدولي للمسرح أو من خلال أنشطة لا ترتبط بالضرورة بدورات المهرجان.
- خلق وسائط إعلامية تعرف بمؤسسة مهرجان القصر الدولي للمسرح وبمهرجانها وبأنشطتها الموازية وقد تكون هاته الوسائط ورقية أو إلكترونية أو بصرية/ سمعية.
- توظيف ثقافة المسرح بشكل عام وما يرتبط به بشكل خاص كأداة للتربية والحوار وطنيا ودوليا.
- الانخراط في تقديم صورة حقيقية عن مغرب رابط بين ثقافة الأمس واليوم والغد ومنفتح على الآخر من خلال إعداد مسرحيات تصب في هذا المنحى وتشجيع الطاقات الشابة على إحداث أعمال تتماشي مع نفس الأهداف.
- تسعى مؤسسة مهرجان القصر الدولي للمسرح من خلال دورات مهرجانها وأنشطتها إلى فتح نافذة للعالم بالتعرف على تاريخ مدينتنا العريقة والإسهام في وترسيخ ثقافة الحوار ونبذ كل أشكال العنف والتطرف واحترام المؤسسات والقوانين الجاري بها العمل.

## إدارة المهرجان
- مدير المهرجان: عبد المطلب النحيلي
- المدير الفني والعلاقات العامة: حسن يارتي
- المدير التقني: عادل الكنوني
- المدير المالي: ياسين دحنون
- المدير الإعلامي والكتابة العامة: حسين يارتي

## معرض الصور

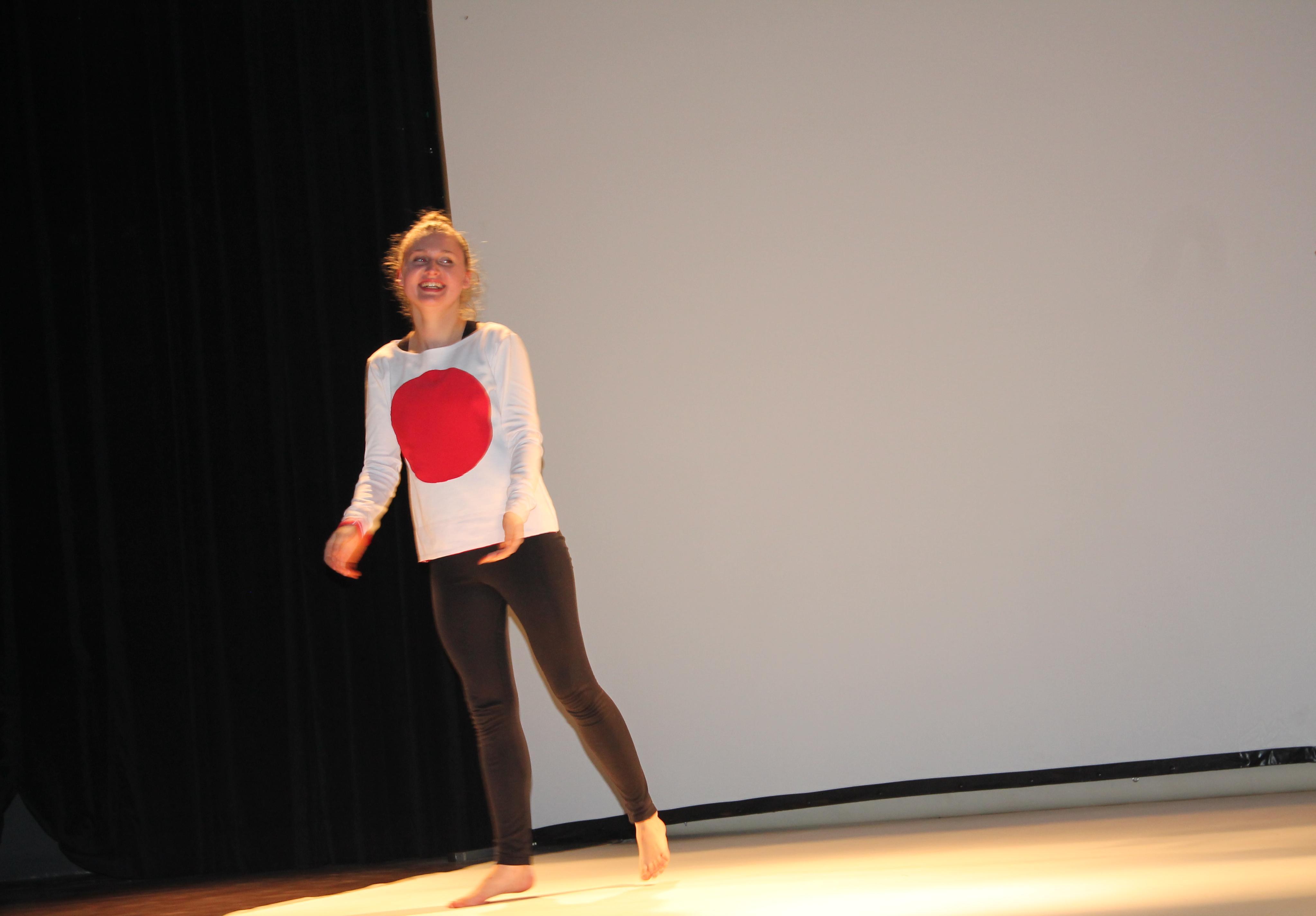
مشهد من عرض فرقة ليتوانيا
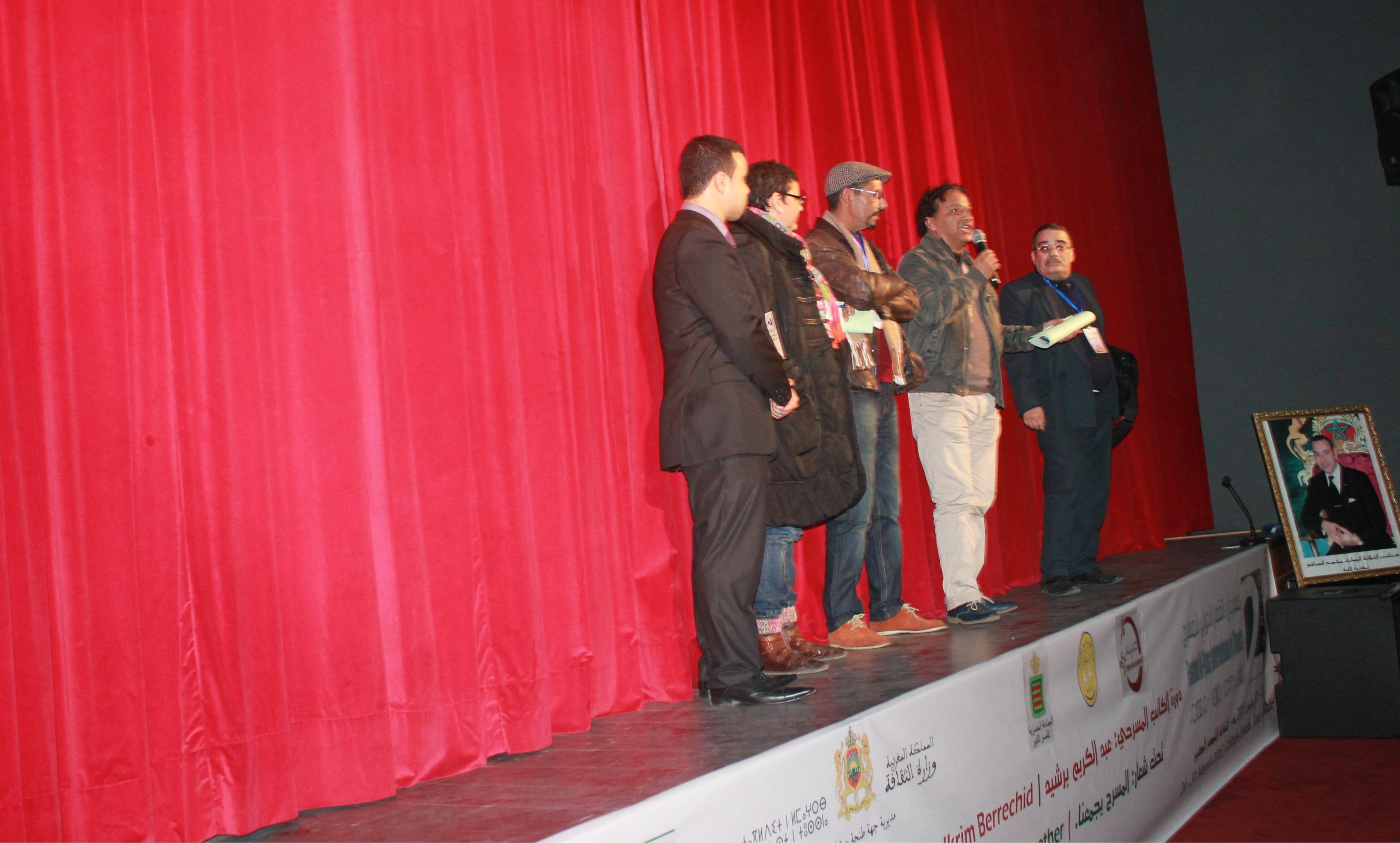
لجنة تحكيم الدورة الثانية
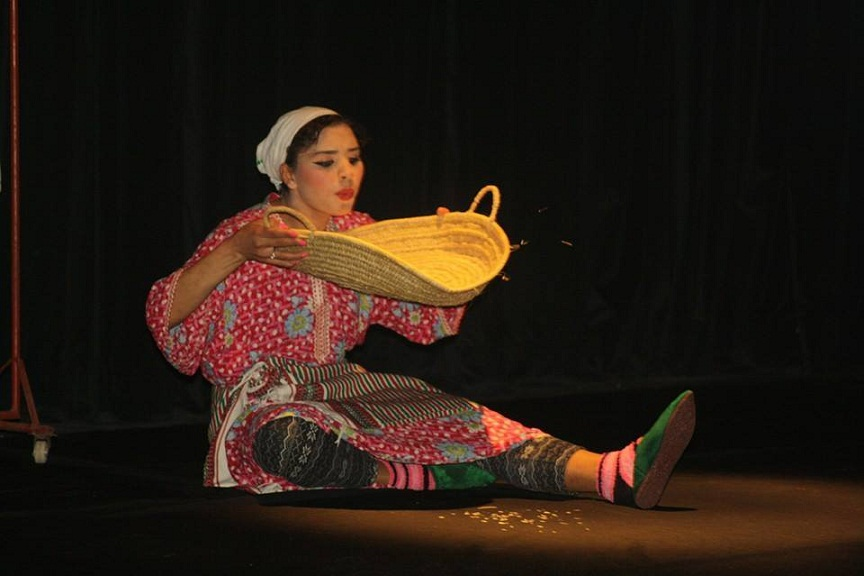
مشهد من مسرحية فرقة العرائش
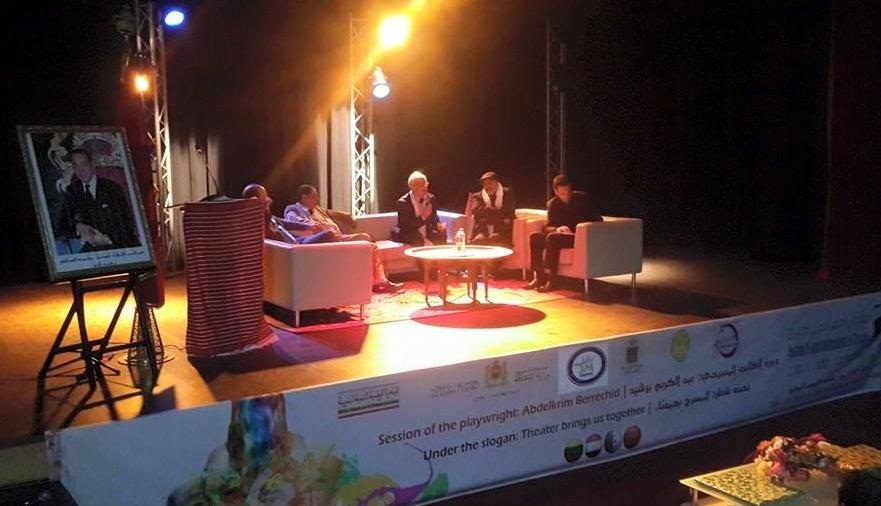
ندوة الدورة الثانية من المهرجان
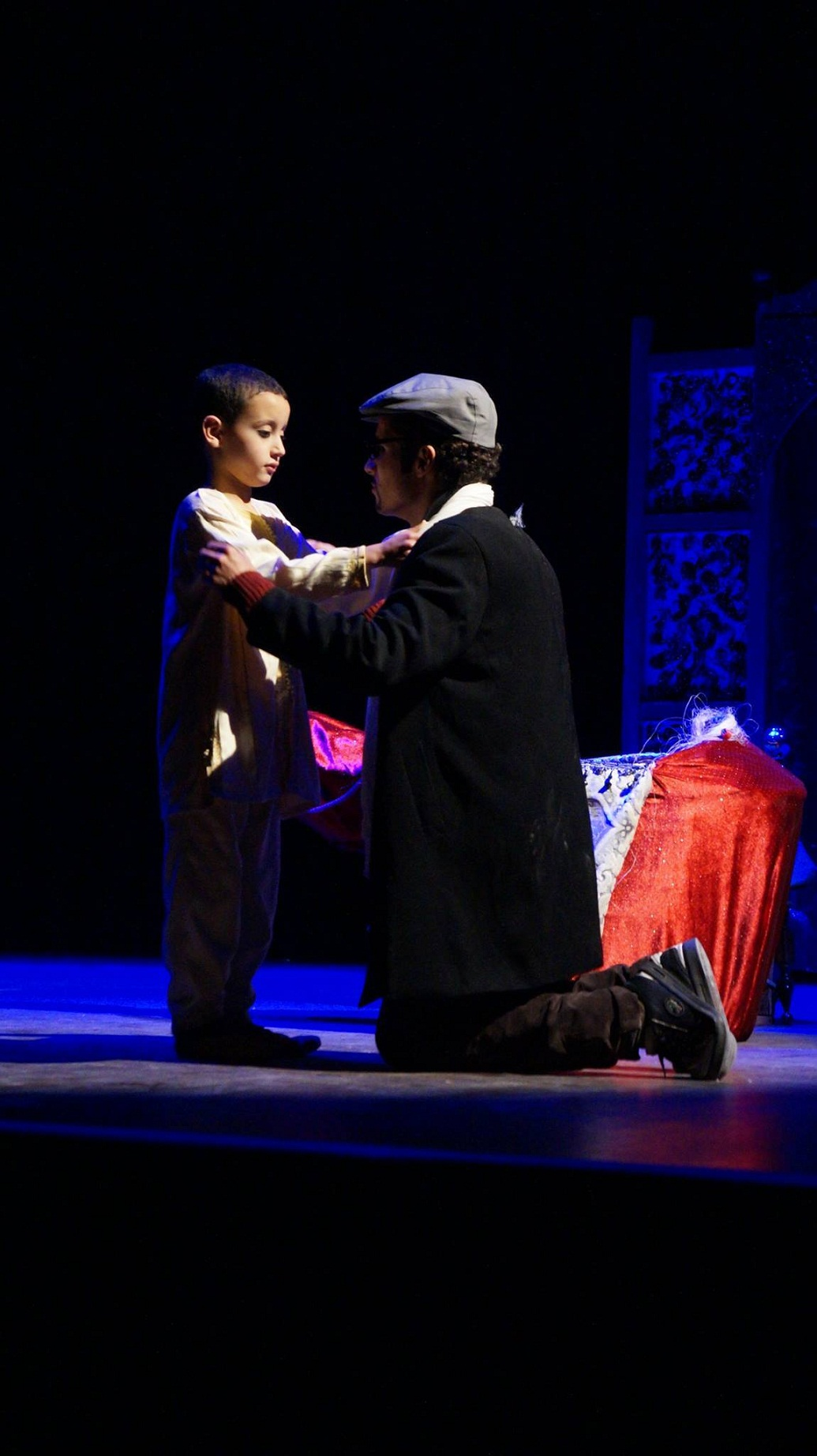
مشهد من عرض مدينة القصر الكبير
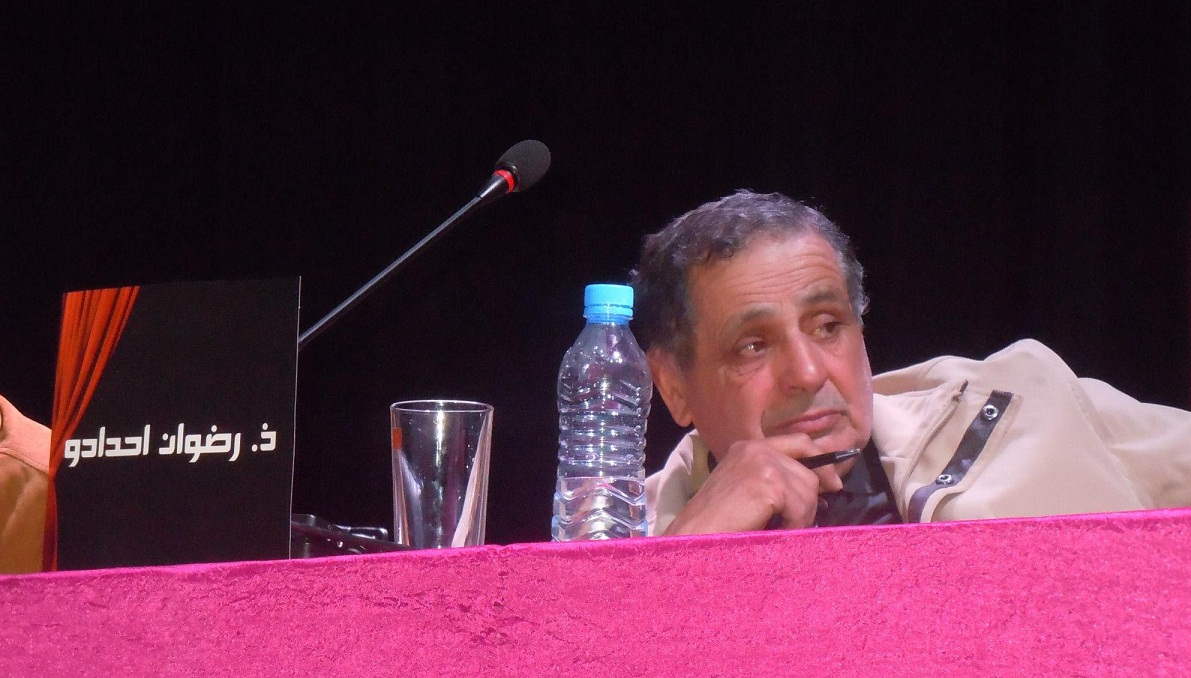
رضوان احدادو اثناء ندوة الفكرية للدورة الاولى
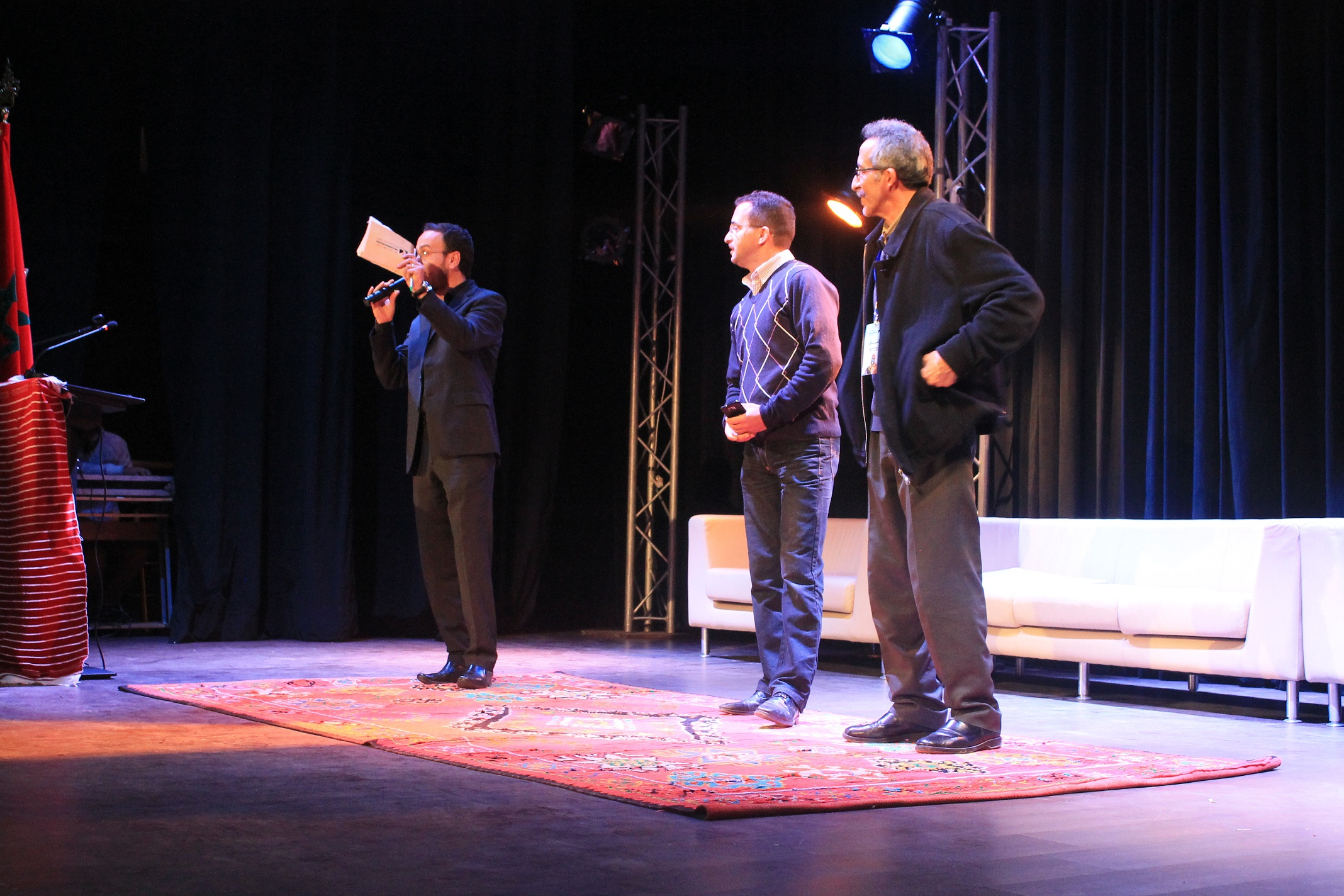
صورة من اليوم الاخير للمهرجان
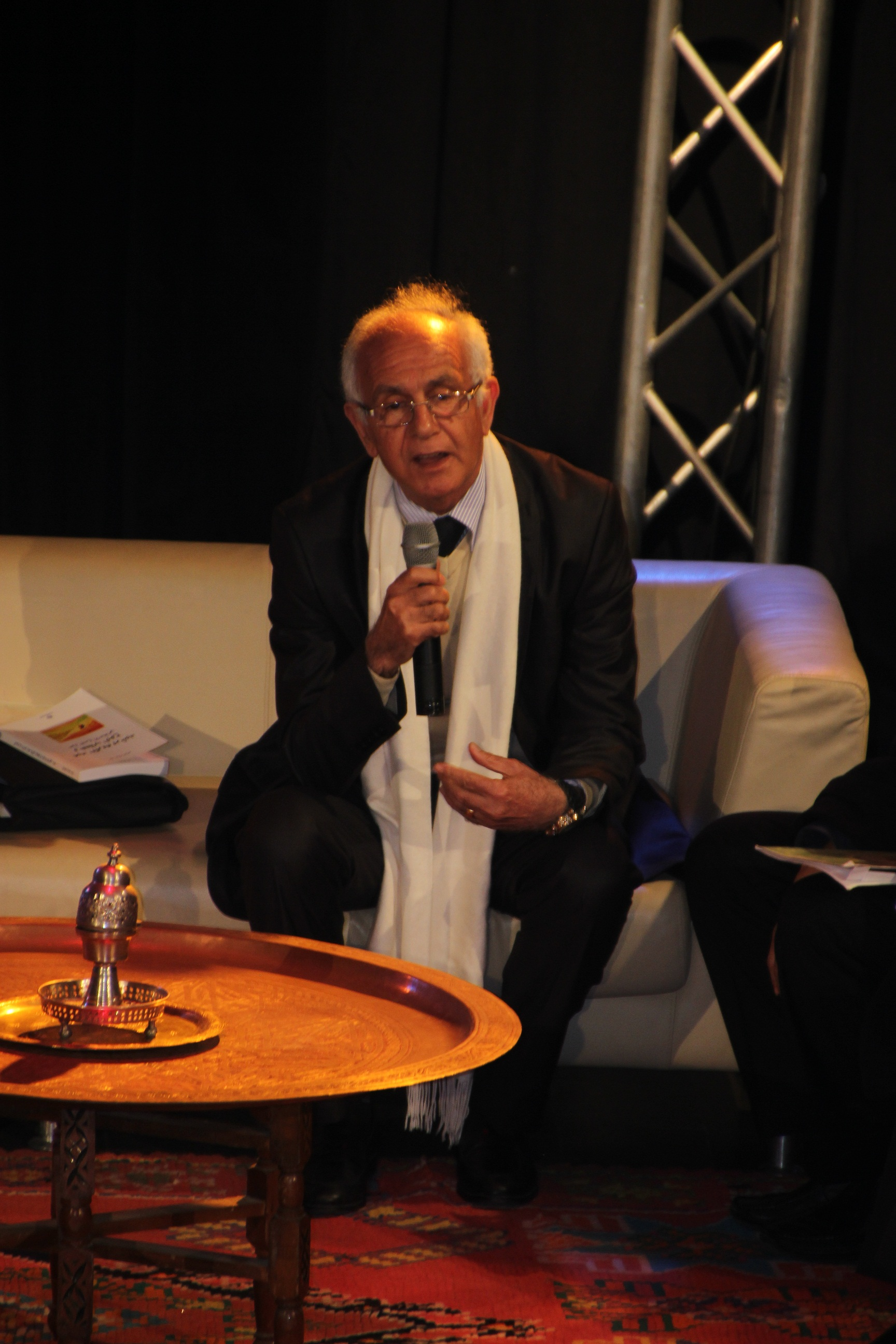
عبد الكريم برشيد اثناء الندوة الفكرية

## وصلات خارجية
- الموقع الرسمي للمهرجان